# Bulbophyllum japonicum
Bulbophyllum japonicum är en orkidéart som först beskrevs av Tomitaro Makino, och fick sitt nu gällande namn av Tomitaro Makino. Bulbophyllum japonicum ingår i släktet Bulbophyllum och familjen orkidéer. Inga underarter finns listade i Catalogue of Life.